# Anatoliques
milieu du VIIe siècle – fin du XIe siècle
Les Anatoliques ou le thème des Anatoliques (en grec : θέμα Άνατολικῶν, thema Anatolikōn) sont un thème de l'Empire byzantin situé en Asie Mineure (en actuelle Turquie). Après la division de l'Opsikion au milieu du VIIIe siècle, il devient le plus important des thèmes de l'Empire.

## Histoire
La date exacte de la création de ce thème n'est pas connue, mais il est attesté pour la première fois en 669. Il a cependant été établi comme les autres thèmes originels quelque peu après les années 640 en tant que région de cantonnement militaire pour les reliquats de l'armée romaine d'Orient, décimée par les conquêtes arabes. Le thème des Anatoliques, qui couvre les régions antiques de Lycaonie, de Pisidie, d'Isaurie, ainsi que des parties de celles de Phrygie et de Galatie abrite l'armée d'Orient (Άνατολῆ, Anatolē), qui lui donne son nom,. Sa capitale est vraisemblablement Amorion, en tout cas jusqu'à son sac par les Arabes en 838,.

Les thèmes byzantins vers 842.

Directement confronté au forces du califat omeyyade, puis du califat abbasside, le thème est très puissant : il regroupe 18 000 hommes au VIIIe siècle et 15 000 au IXe siècle, au cours duquel 34 forteresses sont comptées. Son stratège, qui est récipiendaire des titres de patrice, d'anthypatos et de protospathaire, occupe dans l'ordre protocolaire la première place parmi les stratèges. Il s'agit d'une des plus hautes fonctions de l'Empire, une des rares interdites aux eunuques,,. Cette puissance en fait toutefois une menace pour l'empereur : une première révolte est rapportée en 681, et son commandant, Léon l'Isaurien, parvient à s'emparer du trône impérial en 717. Un autre stratège, Bardanès Tourkos, se révolte en 803. À l'opposé, Constantin V y trouve refuge et soutien en 742 contre l'usurpateur Artabasde.
Cependant, au début du IXe siècle, sa turme orientale en est détachée pour former le commandement frontalier de Cappadoce. En outre, durant le règne de l'empereur Théophile, sa partie sud-est devient un district militaire séparé, celui de Séleucie,. 
Ce thème est mentionné pour la dernière fois dans les sources byzantines en 1077, lorsque son stratège Nicéphore se proclame empereur. Peu après, la région est envahie par les Seldjoukides.

## Stratèges des Anatoliques

Les thèmes byzantins vers 950.

En raison de son importance, le thème des Anatoliques a été commandé par plusieurs stratèges de grande importance, certains accédant ensuite au trône impérial. En voici une liste non exhaustive :
- Léonce (avant 686) : nommé à ce poste par Constantin IV, il devient empereur en 695 ;
- Sisinnios Rendakios (705-711), protecteur du futur empereur Léon III;
- Léon III l'Isaurien (713-715/717) : nommé à ce poste par Anastase II, il se révolte quand Théodose III accède au trône en 715 et s'en empare en 717 ;
- Longinus (vers 741) : lors de la révolte d'Artabasde contre Constantin V, il prend le parti de celui-ci et l'aide à reconquérir son trône[11] ;
- Michel Mélissène (vers 766-767) ;
- Artavazd Mamikonian (vers 778) ;
- Aétios : vers 800/802, il est l'un des principaux personnages de l'Empire sous Irène l'Athénienne et remporte une victoire les Arabes alors qu'il est stratège, tout en essayant de profiter de sa position pour soutenir les prétentions au trône de son frère. Il perd toute influence quand Nicéphore Ier devient empereur en 802 ;
- Bardanès Tourkos (vers 803) : il tente sans succès de se révolter alors qu'il dirige le thème des Anatoliques ;
- Léon V l'Arménien (entre 811 et 813) : lors de son passage dans les Anatoliques, il combat les Arabes, les battant en 812 avant de s'emparer du trône en 813 ;
- Théodotos Mélissène (première moitié du IXe siècle) ;
- Eustathe Argyre (vers 904) ;
- Nicéphore II Phocas (946 - ?) : nommé domestique des Scholes (général en chef) en 955, il devient empereur en 963 ;
- Léon Phocas le Jeune (? - 959) : il devient domestique des Scholes peu après 959 ;
- Jean Ier Tzimiskès (959 - ?) : il occupe ce poste une dizaine d'années avant d'accéder au trône impérial en 969 ;
- Nicéphore Xiphias (vers 1021/1022) : c'est à ce poste qu'il tente sans succès de se révolter contre Basile II ;
- Nicéphore Botaniatès (? - 1077) : dernier stratège attesté du thème, il se révolte et devient empereur entre 1078 et 1081.